# Henryk Janasek
Henryk Janasek (ur. 12 lutego 1952 w Nietkowie) – polski polityk, nauczyciel, poseł na Sejm X kadencji.

## Życiorys
Ukończył w 1976 studia z zakresu historii na Uniwersytecie im. Adama Mickiewicza w Poznaniu. Następnie pracował jako nauczyciel, początkowo jako nauczyciel w szkole podstawowej w Koninie, której w 1982 został dyrektorem. Od 1987 do 2005 był dyrektorem Zespołu Szkół Ekonomiczno-Usługowych im. Fryderyka Chopina w Żychlinie. Należał do Zarządu Okręgu Związku Nauczycielstwa Polskiego, w 2005 został powołany na stanowisko dyrektora Miejskiej Biblioteki Publicznej w Koninie.
W 1975 został członkiem Polskiej Zjednoczonej Partii Robotniczej, do której należał do jej rozwiązania, od 1979 do 1982 był instruktorem Komitetu Wojewódzkiego PZPR w Koninie. Sprawował mandat posła na Sejm kontraktowy wybranego w okręgu konińskim. Zasiadał w Komisji Edukacji, Nauki i Postępu Technicznego, w trakcie kadencji wstąpił do Poselskiego Klubu Pracy. Później przystąpił do Sojuszu Lewicy Demokratycznej, z rekomendacji którego w wyborach samorządowych w 2006 bez powodzenia kandydował do konińskiej rady miasta.
W 1985 odznaczony Brązowym Krzyżem Zasługi.